# Kia Brisa
Pour l'autre automobile nommée « Brisa », voir Dodge Brisa.

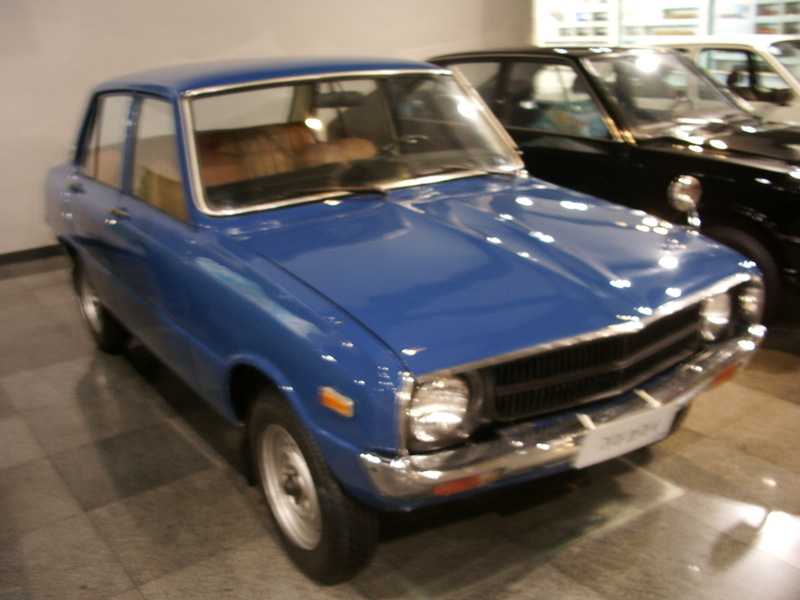
Une Kia Brisa de 1976 au Samsung Transportation Museum.

Entre 1974 et 1981, Kia Motors a fabriqué dans son usine de Sohari à Gwangmyeong (Corée du Sud) la Kia Brisa, une variante de la deuxième génération Familia.

## Production
La production a d'abord commencé en 1973 sous la forme d'une camionnette, la Brisa B-1000. S'ensuivra la production du modèle tourisme.
Au total, 31 017 Brisa de tourisme ont été produites, 75 987 en incluant les versions pickup.
Après l'arrivée du dictateur militaire Chun Doo-hwan et sa décision de consolidation industrielle forcée, Kia dut abandonner les voitures de tourisme pour se concentrer sur les véhicules utilitaires.
C'est en livrant 31 Brisa-1000 au Qatar que Kia réalisa sa première exportation, en 1975. Au total, 1526 unités seront vendues hors de Corée du Sud.
Kia produira également la version Grand Familia/818 (1272cm3), à l'origine de la Brisa II et de la K303.

## Motorisation
La Brisa était équipée d'un moteur Mazda d'un litre de 62 chevaux (46kW).
En octobre 1975, une version de 1,272 litre et 72 chevaux (52kW) a été ajouté afin de mieux se positionner face au moteur 1,4 litre de la Hyundai Pony.